# Nevi'im
Pour les articles homonymes, voir Prophète (homonymie).
Les Nevi'im (en hébreu נביאים / nébīīm, « Prophètes ») forment la seconde partie du Tanakh (Bible hébraïque), après la Torah (Pentateuque) et avant les Ketouvim (Autres Écrits).
Les Nevi'im (ou Nəḇî'îm) sont souvent désignés sous le nom de « Livres prophétiques » ou « Livres des Prophètes » en français, ou même simplement de « Prophètes ». Cependant le nom hébreu נביא (nabī) comporte une autre notion que celle véhiculée par le mot « prophète », puisqu'il signifie « produire » plutôt qu'« apporter au-devant ».

## Histoire
La théorie dominante, celle de l'histoire deutéronomiste, propose une écriture par couches successives d'un récit historique partant du Deutéronome pour s'achever au Livre des Rois. Cependant certains exégètes, comme Konrad Schmidt, rejettent cette hypothèse. Selon lui, il aurait existé avant l'exil à Babylone un récit couvrant les époques de Moïse et de Josué. Pendant l'exil, un récit retraçant la vie des rois d'Israël et de Juda (les Livres de Samuel et les Livres des Rois) y aurait été ajouté. Lors de la création du Pentateuque, ces deux ensembles auraient été remaniés et le groupe de textes, du Livre de Josué à ceux des Rois, aurait été créé, devenant ainsi les Nevi'im Rishonim. La rédaction continue cependant après l'exil, et ce jusque vers 200 av. J.-C..

## Canon juif
Les Nevi'im sont traditionnellement regroupés en deux ensembles :
- Les Premiers Prophètes (Nevi'im Rishonim [נביאים ראשונים] - c'est-à-dire prophètes antérieurs à la chute du Premier Temple et l'exil)  dont le récit s'étend de Josué aux Rois.
- Les Derniers Prophètes (Nevi'im Aharonim [נביאים אחרונים] - c'est-à-dire prophètes ultérieurs à l'exil), (contenant surtout des prophéties sous forme poétique.)

L'ordre des Livres du judaïsme est repris dans le protestantisme.
Dans la tradition juive, les Livres de Samuel et des Rois ne sont pas subdivisés en deux livres chacun. Par ailleurs, les livres des derniers prophètes étant relativement courts, ils sont regroupés en un ouvrage, appelé Trei 'Assar (les Douze petits prophètes), « petit » ne se rapportant pas à leur importance mais à la longueur des écrits. 
La tradition juive compte donc un total de huit livres dans les Nevi'im (parmi 24 livres dans tout le Tanakh) :

### Les premiers prophètes
Les livres des premiers prophètes couvrent l'histoire d'Israël de son installation en terre de Canaan à sa déportation à Babylone. Ils comprennent les livres suivants :
| Josué (Yehoshua [יהושע]) | Juges (Shoftim [שופטים]) | Samuel (Shmou'el [שמואל]) | Rois (Melakhim [מלכים]) |

### Les prophètes seconds

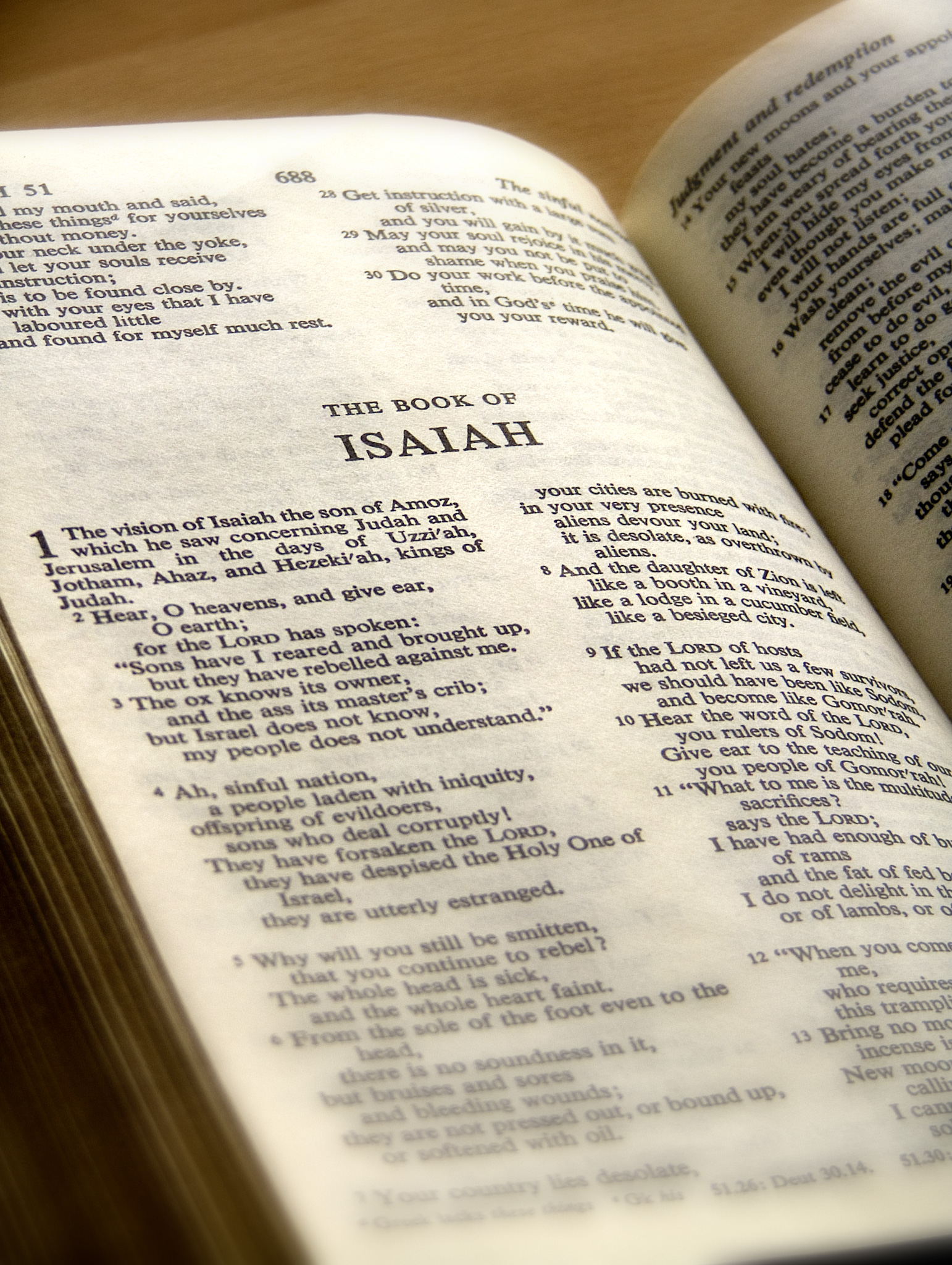
Le Livre d'Isaïe dans une Bible anglaise.

Ces livres sont à proprement parler des prophéties : pour les croyants, ils donnent à entendre la parole de Dieu rapportée par les prophètes. Ces prophètes seconds sont eux-mêmes répartis en deux catégories, les grands prophètes :
| Isaïe (יְשַׁעְיָה [yša`yah]) | Jérémie (יִרְמְיָה [yrmyāh]) | Ézéchiel (יחזקאל [yeḥzeqāel]) |

et les petits prophètes, au nombre de douze :
| Osée (הוֹשֵׁעַ [hōše`a])         | Joël (יוֹאֵל [yōel])    | Amos (עָמוֹס [`amōs])          | Abdias (עֹבַדְיָה [`obadiyah]) |
| Jonas (יונה [yohnah])        | Michée (מִיכָה [mīḫah]) | Nahoum (נַחוּם [naḥūm])        | Habaquq (חֲבַקּוּק [ḥabaqūq])  |
| Sophonie (צְפַנְיָה [ṣefaniyah]) | Aggée (חַגַּי [ḥaġay])   | Zacharie (זְכַרְיָה [zaḫariyah]) | Malachie (מַלְאָכִי [malāḫy])  |

## Canon catholique
Le catholicisme ordonne lui différemment ces livres des prophètes.
D'abord, le catholicisme appelle les prophètes premiers du nom de livres historiques. Il leur ajoute, entre le Livre des Juges et le Premier Livre de Samuel :
- Ruth, qui dans la Bible hébraïque se trouve dans les Ketouvim

et après le Deuxième Livre des Rois, une liste de livres qui dans la Bible hébraïque se trouvent dans les Ketouvim, à savoir :
| Chroniques I | Chroniques II | Esdras | Néhémie | Esther |

et enfin, les Livres deutérocanoniques suivants :
| Tobit | Judith | Macchabées I | Macchabées II |

Quant aux prophètes seconds, le catholicisme les nomme livres prophétiques. Il leur ajoute les livres suivants, qui dans la Bible hébraïque se trouvent dans les Ketouvim :
| Lamentations de Jérémie | Daniel |

et ajoute aussi le livre deutérocanonique suivant :
| Baruch |